# دوريس همفري
دوريس همفري (بالإنجليزية: Doris Humphrey)‏ هي مصممة رقص أمريكية، ولدت في 17 أكتوبر 1895 في أوك بارك في الولايات المتحدة، وتوفيت في 29 ديسمبر 1958 في نيويورك في الولايات المتحدة.

## وصلات خارجية
- دوريس همفري على موقع الموسوعة البريطانية (الإنجليزية)
- دوريس همفري على موقع قاعدة بيانات برودواي على الإنترنت (الإنجليزية)